# Hypsomyia hispida
Hypsomyia hispida är en tvåvingeart som beskrevs av Cortes 1983. Hypsomyia hispida ingår i släktet Hypsomyia och familjen parasitflugor. Inga underarter finns listade i Catalogue of Life.